# دانييل داريو
دانييل داريو ( 1 مايو 1917 - 17 أكتوبر 2017) هي ممثلة، مغنية وراقصة فرنسية. بدأت مشوارها الفني في عام 1931 وشاركت في أكثر من 110 فيلم.

## وصلات خارجية
- دانييل داريو على موقع IMDb (الإنجليزية)
- دانييل داريو على موقع ميتاكريتيك (الإنجليزية)
- دانييل داريو على موقع روتن توميتوز (الإنجليزية)
- دانييل داريو على موقع مونزينجر (الألمانية)
- دانييل داريو على موقع ألو سيني (الفرنسية)
- دانييل داريو على موقع ميوزك برينز (الإنجليزية)
- دانييل داريو على موقع تيرنر كلاسيك موفيز (الإنجليزية)
- دانييل داريو على موقع أول موفي (الإنجليزية)
- دانييل داريو على موقع قاعدة بيانات برودواي على الإنترنت (الإنجليزية)
- دانييل داريو على موقع قاعدة بيانات الأفلام السويدية (السويدية)